# Чоговадзе, Гоча Георгиевич
Гоча Чоговадзе (груз. გოჩა ჩოგოვაძე; 11 января 1941 — 13 июня 2022) — советский и грузинский учёный, дипломат и общественно-политический деятель, доктор технических наук, профессор, академик Академии наук Грузии (1993; член-корреспондент с 1992). Почётный зарубежный член РАХ (2005). Ректор Тбилисского политехнического института (1989—1994).

## Биография
Родился 11 января 1941 года в Кутаиси, Грузинская ССР.
С 1958 по 1963 год обучался в Тбилисском политехническом институте, который окончил с отличием. С 1964 по 1967 год обучался в аспирантуре Московского химико-технологического института имени Д. И. Менделеева. С 1968 по 1969 год проходил стажировку в Дармштадтской высшей технической школе.
С 1968 по 1980 год — на научно-педагогической работе в Тбилисском политехническом институте в должности заведующего научно-исследовательской лабораторией и заведующего кафедрой АСУ. С 1980 по 1986 год работал в штаб-квартире ЮНЕСКО (англ. UNESCO; United Nations Educational, Scientific and Cultural Organization) в качестве руководителя отдела информатики в образовании. С 1986 по 1988 год на политической работе в Верховном Совете Грузинской ССР в качестве члена этого Совета и председателя комитета по образованию и науке этого Совета.
С 1989 по 1994 год — ректор Тбилисского политехнического института, одновременно с 1993 года являлся членом Президиума Академии наук Грузии. С 1994 по 2004 год работал — постоянным представителем Грузии при ЮНЕСКО. С 1994 по 2004 год на дипломатической службе в качестве Чрезвычайного и полномочного посола Грузии во Франции и Испании. Одновременно с 1999 года — вновь в штаб-квартире ЮНЕСКО, где являлся членом, с 2001 по 2003 год — вице-президентом Исполнительного совета и с 2004 года — руководитель миссии по образованию, науке и культуре.

### Научно-педагогическая деятельность и вклад в науку
Основная научно-педагогическая деятельность Г. Чоговадзе была связана с вопросами в области информационно-коммуникационных технологий, международных отношений, образования и науки. Г. Чоговадзе являлся почётным президентом Национальной ассоциации информатики Грузии, почётным доктором Чешского технического университета, действительным членом Европейской академии наук и искусств, первым вице-президентом Union of International Associations.
В 1968 году защитил кандидатскую диссертацию по теме: «Некоторые вопросы централизованного управления с применением математической модели в производстве синтетического волокна», в 1975 году защитил докторскую диссертацию по теме: «Вопросы автоматизации проектирования автоматизированных систем управления химическими предприятиями», в 1975 году ему присвоено учёное звание профессор. В 1992 году был избран член-корреспондентом, в 1993 году — действительным членом НАН Грузии по Отделению прикладной механики, машиностроения, энергетики и процессов управления. В 2005 году выбран Почётным зарубежным членом РАХ. Г. Чоговадзе было написано более сто двадцати научных работ, в том числе двадцати монографий и шести изобретений. Им было подготовлено десять докторских и двенадцать кандидатских диссертаций.
Скончался 13 июня 2022 года.

## Награды
- Орден «Знак Почёта» (1981)
- Орден Чести (Грузия) (1999)
- Орден Академических пальм командорский (2011)[1][3]

## Основные труды
- Основы проектирования автоматизированных систем управления предприятиями. — Тбилиси : Изд-во Тбилис. ун-та, 1972. — 150 с.
- Автоматизация проектирования систем обработки данных. — Тбилиси : ГрузНИИНТИ, 1979. — 27 с.
- Автоматизация проектирования систем оперативного управления технологическими процессами / Г. Г. Чоговадзе. — М. : Энергия, 1980. — 288 с.
- Основы построения АСУ / Г. Чоговадзе. — Тбилиси : Изд-во Тбил. ун-та, Ч. 1. Архитектура АСУ. — Тбилиси : Изд-во Тбил. ун-та, 1981. — 195 с.
- Персональные компьютеры / Г. Г. Чоговадзе. — М. : Финансы и статистика, 1989. — 207 с. ISBN 5-279-00239-9
- Инфорнация : Информация, общество, человек / Гоча Чоговадзе. — М. : Магистр-пресс, 2002. — 255 с. ISBN 5-89317-178-0
- Взгляды на будущее / [Гоча Чоговадзе]. — Тбилиси : [б. и.] ; Ярославль : Филигрань, 2015. — 186 с. ISBN 978-5-906682-45-1[5]